# عرض آل رسام (القطن)
'

تعديل مصدري - تعديل

عرض ال رسام هي إحدى قرى عزلة القطن بمديرية القطن التابعة لمحافظة حضرموت، بلغ تعداد سكانها 129 نسمة حسب تعداد اليمن لعام 2004.